# Alkalia
Alkalia (arab. al-kali ‘potaż’) – ogólna nazwa dla: tlenków oraz wodorotlenków litowców, glinu i magnezu, roztworów wodnych wodorotlenków litowców oraz wapnia, a także węglanu sodu oraz potasu. Do alkaliów zalicza się także wodny roztwór amoniaku. Wszystkie alkalia wykazują mocny odczyn zasadowy. Stosowane są m.in. jako środki wiążące kwasy żółciowe oraz zobojętniające sok żołądkowy.